# Fabrice de La Patellière
Fabrice Dubois de La Patellière, dit Fabrice de La Patellière, né le 23 février 1968, est le directeur de la fiction de Canal+ depuis 2002. 

## Jeunesse
Il naît en 1968 dans une famille liée au cinéma, son père étant le metteur en scène Denys de La Patellière. Son frère cadet, Alexandre de La Patellière, est scénariste.
Il fait des études d’histoire puis commence sa carrière au sein des éditions Jean-Claude Lattès.

## Carrière
En 1993, il met en scène la pièce Les Rendez-vous, de Marc Goldberg, avec son frère Alexandre de La Patellière.
Il est d'abord conseiller fiction à TF1 puis, en 2002, il est nommé directeur de la Fiction de Canal+,. En 2005, il crée le label "création originale Canal+".
Sous sa direction, la chaîne introduit le format des séries télévisées d'une dizaine d'épisodes, renouvelables par saisons, et le budget de production évolue de 6 millions d’euros à 45 millions entre 2004 et 2012 puis atteint 85 millions d'euros en 2019. Parmi ces créations originales, on compte notamment Le Bureau des légendes, Engrenages, Les Revenants, Braquo, Borgia, Baron Noir ou Paris Police 1900 et Paris Police 1905,,. Il espère ainsi pouvoir rivaliser avec les séries télévisées anglophones, et pouvoir exporter ces créations à l'étranger. 
Par ailleurs, il lance la production de téléfilms politiques ou historiques comme Nuit noire, 17 octobre 1961, 93, rue Lauriston et Les Prédateurs,.
Il fait également partie du conseil d'administration du Conservatoire européen d'écriture audiovisuelle,.

## Filmographie
- 2023 : Django (série télévisée)

## Récompenses
En 2013, il reçoit l'EuroFipa d'honneur.